# Plestin-les-Grèves
Plestin-les-Grèves är en kommun i departementet Côtes-d'Armor i regionen Bretagne i nordvästra Frankrike. Kommunen ligger i kantonen Plestin-les-Grèves som tillhör arrondissementet Lannion. År 2022 hade Plestin-les-Grèves 3 649 invånare.

## Befolkningsutveckling
Antalet invånare i kommunen Plestin-les-Grèves
Referens:INSEE